# WiredTiger
WiredTigerは、NoSQLのデータ管理のためのオープンソースの拡張プラットフォームである。WiredTigerはマルチバージョン・コンカレンシー・コントロール（MultiVersion Concurrency Control ; MVCC）アーキテクチャを採用している。
MongoDBは、2014年12月16日にWiredTiger Inc.を買収し、MongoDBバージョン3.2からは、WiredTigerストレージエンジンがデフォルトのストレージエンジンとなった。ドキュメントレベルの並行性モデル、チェックポイントの設定、データ圧縮などの機能を提供する。MongoDB Enterpriseでは、WiredTigerはEncryption At Restもサポートする。